# Angel Milk
Angel Milk — другий альбом французького тріо електронної музики Télépopmusik, випущений у 2005 році.
Як спеціальні гості в ролі вокалістів і співавторів багатьох треків альбому крім Ангели Маккласкі з'явилися Дебора Андерсон та Мау.

## Треки
1. «Don't Look Back» (Ангела Маккласкі) — 3:50
2. «Stop Running Away» (Дебора Андерсон) — 2:41
3. «Anyway» (Мау) — 2:34
4. «Into Everything» (Дебора Андерсон) — 4:25
5. «Love's Almighty» (Ангела Маккласкі) — 4:28
6. «Last Train To Wherever» (Мау) — 5:02
7. «Brighton Beach» (Ангела Маккласкі) — 4:23
8. «Close» (Дебора Андерсон) — 3:18
9. «Swamp» — 2:05
10. «Nothing's Burning» (Ангела Маккласкі) — 3:52
11. «Ambushed» — 1:34
12. «Hollywood On My Toothpaste» (Мау) — 5:28
13. «Tuesday» (Мау) — 1:26
14. «Another Day» — 5:35
15. «15 Minutes» (Мау) — 15:38
16. «Baboons» (Мау) [лише в японському релізі]